# Nardini (Automobilhersteller)
Nardini war ein französischer Hersteller von Automobilen.

## Unternehmensgeschichte
Das Unternehmen begann 1914 mit der Produktion von Automobilen. Der Markenname lautete Nardini. Im gleichen Jahr endete die Produktion bereits wieder. Die Verkaufsorganisation für England befand sich in der Shaftesbury Avenue in London.

## Fahrzeuge
Angeboten wurden drei Modelle, darunter der 12/15 CV, die mit einem Einbaumotor von Altos ausgestattet waren. Die Vierzylindermotoren verfügten wahlweise über 1094 cm³, 1244 cm³ oder 1779 cm³ Hubraum. Die Karosserien boten wahlweise Platz für zwei oder vier Personen.